# Głębokie linkowanie
Głębokie linkowanie (ang. deep linking) – metoda linkowania opublikowanych w WWW zasobów serwisu internetowego poprzez odwołanie do konkretnej podstrony lub elementu danego serwisu. Zadaniem głębokiego linkowania jest umożliwienie tworzenia linków do konkretnego dokumentu opublikowanego w sieci, możliwość ta może jednak zostać ograniczona przez twórcę serwisu internetowego. Przykładem głębokiego linku jest: „https://pl.wikipedia.org/wiki/Głębokie_linkowanie”, lecz nie jest nim już „https://pl.wikipedia.org”. W praktyce HTTP, będący protokołem obsługującym przesył dokumentów hipertekstowych w WWW, nie dokonuje rozróżnienia pomiędzy głębokim linkowaniem, a linkowaniem do strony głównej serwisu, wszystkie linki są funkcjonalnie takie same.

## Głębokie linkowanie a technologie internetowe
Strony internetowe oparte na technologii WWW, jak Adobe Flash i AJAX, często uniemożliwiają obsługę głębokich linkowań. Jest to spowodowane metodą wyświetlania elementów stron, które często nie posiadają różnych podstron tylko całą treść wyświetlają w obrębie jednej strony głównej. Problem ten można rozwiązać przez odpowiednie zaprojektowanie strony przez twórcę serwisu internetowego.